# Čeplez
Čeplez este o localitate din comuna Cerkno, Slovenia, cu o populație de 70 de locuitori.